# Хардан ат-Тикрити
Хардан Абдул Гафур аль-Тикрити (1925 — 30 марта 1971) — иракский военный и политический деятель. Участвовал в переворотах партии «Баас» 1963 и 1968 годах. Занимал видные посты в руководстве страны. Убит неизвестными в Кувейте.

## Биография
Хардан Абдель Гаффар аль-Тикрити родился в 1925 году в Тикрите, на родине Саддама Хусейна, в семье сотрудника полиции. Он принадлежал к племени аш-Шияша. В 1961 году аль-Тикрити вступил в партию «Баас». Он принял активное участие в перевороте «Баас» 8 февраля 1963 года, свергшем режим премьер-министра Абдель Керима Касема. В годы первого баасистского правления командовал ВВС.

## Политическая деятельность
Принял активное участие в перевороте «Баас» 1968 года. Именно он позвонил рано утром, после переворота, президенту Абдель Рахману Арефу и сообщил:
"Я уполномочен сообщить, что вы больше не президент. Власть в стране захватила Баас. Если вы сдадитесь мирно, я гарантирую вашу безопасность."
После переворота «Баас» ат-Тикрити занял посты заместителя верховного главнокомандующего, заместителя премьер-министра, министра обороны и начальника генерального штаба. Вскоре генерал Хардан аль-Тикрити и министр внутренних дел Салих Махди Аммаш были назначены вице-президентами Ирака. Оба они являлись соперниками Саддама и представляли угрозу президенту аль-Бакру. В это время развернулась острая борьба внутри самой Баас и Совета Революционного командования. Поскольку генерал Хардан Ат-Тикрити пользовался популярностью в армейских кругах, то он представлял серьёзную угрозу для президента и вице-президента страны.

## Опала и смерть
15 октября 1970 года ат-Тикрити, находясь в зарубежной поездке, неожиданно получил уведомление об освобождении его от всех занимаемых должностей и назначении послом в Швецию, что было им с презрением отвергнуто. Через несколько месяцев он отправился в Кувейт, где был убит неизвестными лицами, которых так и не нашли. Считается, что приказ об убийстве ат-Тикрити отдал лично Саддам Хусейн.